# 25 de agosto
El 25 de agosto es el 237.º (ducentésimo trigésimo séptimo) día del año en el calendario gregoriano. Quedan 128 días para finalizar el año.

## Acontecimientos
- 79: cerca de Pompeya (Italia), segundo día de la letal erupción del volcán Vesubio.
- 1258: Miguel VIII Paleólogo realiza un golpe de Estado con el que inicia su subida al poder del Imperio de Nicea, futuro restaurador del Imperio Romano de Oriente (Bizantino).
- 1270: fin de la Octava Cruzada con la muerte de Luis IX de Francia.
- 1580: en la Batalla de Alcántara, las tropas de Felipe II derrotan a las del prior de Crato, en la lucha por la corona de Portugal.
- 1594: en el Virreinato del Río de la Plata se funda la ciudad de San Luis.
- 1609: en la República de Venecia, Galileo Galilei presenta y demuestra su primer telescopio ante el senado.
- 1635: en el sureste de Nueva Inglaterra (Estados Unidos) un violento huracán arrasa varios pueblos y mata a 46 personas.
- 1758: las tropas rusas se retiran después de la indecisa batalla contra los prusianos en Zorndorf, Polonia.
- 1825: la Provincia Oriental declara su independencia del Brasil y su unión a las Provincias Unidas del Río de la Plata.
- 1830: inicia la Revolución belga.
- 1883: en Indonesia continúa la erupción violenta del volcán Krakatoa, que explotará el 27 de agosto y dejará un saldo de 36 417 víctimas mortales.
- 1898: en Filipinas, durante el Sitio de Baler, muere el primer soldado a causa del beriberi.
- 1908: en la provincia de San Juan (Argentina) se crea por ley el departamento Sarmiento.
- 1931: en el este de China, el agua del Gran Canal de China arrastra durante la noche varios diques cerca del lago Gaoyou. Se ahogan unas 200 000 personas que estaban durmiendo. Entre julio y noviembre de 1931 perdieron la vida unos 4 millones de personas por las inundaciones y las enfermedades relacionadas, como cólera y tifus.[1]
- 1933: en la localidad china de Dieshi (Sichuan), un terremoto mata a 9000 personas.
- 1939: en Alemania, bajo el mando de Friedrich Dollmann, se activa el 7.º Ejército de la Wehrmacht, parte del Grupo de Ejércitos C (formado un día después) bajo el mando de Wilhelm Ritter von Leeb. Este Grupo de Ejércitos se posicionará en la frontera francesa, para evitar un supuesto ataque por parte de Francia, mientras esté en curso la Invasión de Polonia (Fall Weiss).
- 1944: en París, en el marco de la Segunda Guerra Mundial, se realiza la marcha de celebración por la liberación de los nazis alemanes.
- 1951: creación de la Empresa Colombiana de Petróleos (ECOPETROL), en Colombia.
- 1962: la Unión Soviética lanza su sonda Sputnik 19 hacia Venus, fracasando por un fallo en el cohete que debía propulsarla fuera de la órbita terrestre.
- 1971: en Nicaragua, el Congreso Nacional promulga el Decreto Legislativo N.º 1908, Ley sobre las Características y Uso de los Símbolos Patrios, que regula el uso de la Bandera, el Escudo y el Himno Nacionales.
- 1989: la sonda estadounidense Voyager 2 pasa cerca de Neptuno.
- 1989: Kentaro Miura junto a Young Animal publican el primer capítulo del histórico manga Berserk.
- 1991: Bielorrusia se independiza de la Unión Soviética.
- 2000: en Corea del Sur, la cantante surcoreana BoA hace su debut con su álbum ID;Peace B.
- 2008: en Honduras, el presidente Manuel Zelaya firma la adhesión al ALBA (Alternativa Bolivariana para América Latina y el Caribe), que será ratificada por el Congreso Nacional el 10 de octubre.
- 2010: la empresa estadounidense Time Warner anuncia la compra del canal chileno de televisión Chilevisión, propiedad del presidente chileno Sebastián Piñera, en unos 140 millones de dólares estadounidenses.
- 2010: En Pasto, Colombia, el volcán Galeras entra en erupción a las 4:00 (hora local).
- 2011: en Monterrey, sicarios atentan en el Royale Casino, provocando 52 muertes.
- 2012: en el estado Falcón (Venezuela), el Complejo Refinador de Amuay, una de las refinerías de petróleo más grandes del mundo sufre una explosión y un posterior incendio que causa al menos 55 muertos y más de 100 heridos. Explosión en la refinería de Amuay.
- 2012: la nave espacial estadounidense Voyager 1 se aleja a la distancia de 121 unidades astronómicas y abandona el sistema solar, convirtiéndose en el primer objeto creado por el hombre en alcanzar el espacio interestelar.

## Nacimientos
- 1530: Iván el Terrible, zar ruso (f. 1584).
- 1707: Luis I, rey español (f. 1724).
- 1744: Johann Gottfried Herder, filósofo alemán.
- 1752: Karl Mack von Leiberich, militar austriaco (f. 1828).
- 1780: Agustín Agualongo, líder colombiano proespañol (f. 1824).
- 1786: Luis I de Baviera, rey alemán-bávaro (f. 1868).
- 1789: John Miers, botánico británico (f. 1879).
- 1830: Ignacio Luis Vallarta, político mexicano (f. 1893).
- 1841: Emil Theodor Kocher, médico suizo, premio nobel de fisiología o medicina en 1909 (f. 1917).
- 1845: Luis II, rey bávaro (f. 1886).
- 1849: Manuel Acuña, poeta mexicano (f. 1873).
- 1850: Charles Robert Richet, médico francés, premio nobel de fisiología o medicina en 1913 (f. 1935).
- 1865: Martín Malharro, pintor argentino (f. 1911).
- 1880: Robert Stolz, director de orquesta y compositor austríaco (f. 1975)
- 1885: Georg Wilhelm Pabst, cineasta austríaco
- 1888: Manuel L. Barragán, empresario, periodista y filántropo mexicano (f. 1980).
- 1894: Leopoldo Magenti Chelvi, compositor, pianista, profesor y crítico musical español (f. 1969).
- 1898: Helmut Hasse, matemático alemán (f. 1979).
- 1899: Irene Caba Alba, actriz española (f. 1957).
- 1900: Hans Adolf Krebs, científico británico de origen alemán, premio nobel de fisiología o medicina en 1953 (f. 1981).
- 1900: José María de la Vega Samper, arquitecto español (f. 1980).
- 1902: Stefan Wolpe, compositor estadounidense de origen alemán (f. 1972).
- 1903: Árpád Élő, ajedrecista estadounidense de origen húngaro (f. 1992).
- 1905: María Faustina Kowalska, monja polaca (f. 1938).
- 1909: Ruby Keeler, actriz, cantante y bailarina canadiense (f. 1993).
- 1909: Michael Rennie, actor británico (f. 1971).
- 1910: Dorothea Tanning, pintora y escritora estadounidense (f. 2012).
- 1911: André Leroi-Gourhan, prehistoriador francés (f. 1986).
- 1911: Vo Nguyen Giap, político y general del Ejército Popular de Vietnam (f. 2013).
- 1912: Erich Honecker, político comunista alemán, presidente de la República Democrática Alemana (f. 1994).
- 1912: Narciso Ibáñez Menta, actor argentino (f. 2004).
- 1913: Don DeFore, actor estadounidense (f. 1993).
- 1916: Van Johnson, actor estadounidense (f. 2008).
- 1916: Frederick C Robbins, pediatra estadounidense, premio nobel de fisiología o medicina en 1954 (f. 2003).
- 1917: Mel Ferrer, actor estadounidense (f. 2008).
- 1918: Leonard Bernstein, director de orquesta y compositor estadounidense (f. 1990).
- 1918: Richard Greene, actor británico (f. 1985).
- 1919: Ernst Barkmann, militar alemán (f. 2009).
- 1919: George Wallace, político estadounidense (f. 1998).
- 1922: Ivry Gitlis, violinista israelí (f. 2020).
- 1923: Álvaro Mutis, escritor colombiano (f. 2013).
- 1924: José María Muñoz, locutor, relator y periodista deportivo argentino (f. 1992), cómplice de la dictadura cívico-militar argentina (1976‑1983).
- 1925: Maurice Pialat, cineasta francés (f. 2003).
- 1925: Juanita Reina, cantante de coplas y actriz española (f. 1999).
- 1927: Althea Gibson, tenista estadounidense (f. 2003).
- 1927: Ferruccio Musitelli, fotógrafo y cineasta uruguayo (f. 2013).
- 1928: Herbert Kroemer, físico estadounidense, premio nobel de física en 2000.
- 1928: James A. Lovell, astronauta estadounidense (f. 2025).
- 1929: Ramón Montserrat Ballesté, arquitecto español (f. 2024).
- 1930: Sean Connery, actor y productor de cine escocés (f. 2020).
- 1931: Regis Philbin, conductor de televisión estadounidense (f. 2020).
- 1931: Jorge Sobral, actor y cantante argentino (f. 2005).
- 1932: Luis Félix López, médico, escritor y político ecuatoriano (f. 2008).
- 1933: Wayne Shorter, compositor de jazz y saxofonista estadounidense (f. 2023).
- 1933: Tom Skerritt, actor estadounidense.
- 1934: Luis Bates, abogado chileno.
- 1936: Hugh Hudson, cineasta británico (f. 2023).
- 1938: Frederick Forsyth, escritor británico.
- 1939: John Badham, cineasta británico-estadounidense.
- 1940: José van Dam, barítono belga.
- 1943: Tonono (Antonio Afonso), futbolista español (f. 1975).
- 1944: Frei Betto, sacerdote dominico católico, teólogo y ensayista brasileño, exponente de la teología de la liberación.
- 1944: Hugo Giménez Agüero, cantautor argentino (f. 2011).
- 1944: Anthony Heald, actor estadounidense.
- 1944: Eduardo Naranjo, pintor español.
- 1948: Henk Tjon, dramaturgo surinamés (f. 2009).
- 1949: Martin Amis, novelista británico.
- 1949: Salif Keïta, músico, cantante y compositor malí, activista en defensa de los niños albinos.
- 1949: Gene Simmons, músico, bajista y cantante israelí-estadounidense de la banda de rock Kiss.
- 1950: Willy DeVille, cantante estadounidense (f. 2009).
- 1951: Rob Halford, cantante británico, de la banda Judas Priest.
- 1952: Geoff Downes, tecladista británico de rock, de las bandas Yes y Asia.
- 1954: Elvis Costello, músico, cantante y compositor británico.
- 1956: Isaura Espinoza, actriz mexicana.
- 1956: Daniel Urresti, militar y político peruano.
- 1958: Tim Burton, cineasta estadounidense.
- 1960: Marciano Cantero, cantante argentino (f. 2022).
- 1960: David Mabuza, político sudafricano (f. 2025).
- 1960: Jonas Gahr Støre: político noruego, primer ministro de Noruega desde 2021
- 1961: Billy Ray Cyrus, actor y cantante estadounidense.
- 1962: Vivian Campbell, músico irlandés de la banda Def Leppard.
- 1963: Raúl Jalil, político y economista peronista argentino, gobernador de la provincia de Catamarca desde 2019.
- 1963: Avi Ran, futbolista israelí (f. 1987).
- 1964: Eduard Fernández, actor español.
- 1964: Maxim Kontsevich, matemático ruso.
- 1964: Blair Underwood, actor estadounidense.
- 1965: Mia Zapata, cantante estadounidense (f. 1993).
- 1966: Ricardo Henao, periodista deportivo colombiano.
- 1966: Derek Sherinian, tecladista estadounidense de las bandas Dream Theater, Planet X, Platypus.
- 1967: Jeff Tweedy, cantautor estadounidense de la banda Wilco.
- 1968: Stuart Murdoch, cantante escocés de la banda Belle & Sebastian.
- 1969: Aaron Jeffrey, actor neozelandés.
- 1970: Robert Horry, baloncestista estadounidense.
- 1970: Claudia Schiffer, modelo alemana.
- 1971: René Bertrand, director de teatro y actor argentino.
- 1972: Andrea Noli, actriz mexicana de televisión y teatro.
- 1972: Joe Wright, cineasta británico.
- 1973: Fatih Akin, cineasta turco-alemán.
- 1973: Rafael Henzel, locutor de radio brasileño, sobreviviente al Vuelo 2933 de LaMia (f. 2019).
- 1973: Felipe Ibáñez, diseñador argentino.
- 1973: Gianluca Rocchi, árbitro italiano.
- 1974: Eric Millegan, actor estadounidense.
- 1976: Alexander Skarsgård, actor, cineasta y guionista sueco.
- 1977: Diego Corrales, boxeador estadounidense (f. 2007).
- 1978: Eduardo Bertrán, cineasta chileno.
- 1978: Kel Mitchell, actor estadounidense.
- 1979: Marlon Harewood, futbolista británico.
- 1981: Rachel Bilson, actriz estadounidense.
- 1981: Alekséi Bugáyev, futbolista ruso (f. 2024).
- 1983: Jairo Arrieta, futbolista costarricense.
- 1983: Juan Coronado, baloncestista dominicano.
- 1983: James Rossiter, piloto británico de Fórmula 1.
- 1986: María Fernanda Quiroz, actriz mexicana.
- 1987: Liu Yifei, actriz y cantante china.
- 1987: Blake Lively, actriz y modelo estadounidense.
- 1987: Amy Macdonald, cantautora escocesa.
- 1987: Justin Upton, beisbolista estadounidense.
- 1988: Alexandra Burke, cantante británica.
- 1988: Ouwo Moussa Maazou, futbolista nigerino.
- 1989: Facundo Conte, voleibolista argentino.
- 1989: Anaís Vivas, cantante venezolana.
- 1990: David Bustos, atleta español.
- 1991: Michelle Álvarez, actriz y cantante mexicana.
- 1994: Natasha Liu Bordizzo, actriz y modelo australiana.
- 1997: Diego Alende, futbolista español.
- 1998: Abraham Mateo, cantante, actor, bailarín y compositor español.
- 1998: China Anne McClain, actriz y cantante estadounidense.
- 2000: Matías Flores, futbolista argentino.
- 2000: Nicki Nicole, cantante argentina.
- 2000: Igor Nikić, futbolista montenegrino.
- 2001: Elia Caprile, futbolista italiano.
- 2006: Andrea Kimi Antonelli, Piloto Italiano de Fórmula 1.

## Fallecimientos
- 79: Plinio el Viejo, escritor y comandante romano (n. 23).
- 306: Magín de Tarragona, ermitaño y mártir de Tarragona.
- 386: Graciano el Joven, emperador romano (n. 359).
- 968: Edgiva de Kent, noble inglesa.
- 1091: Sisnando Davídiz, político judío mozárabe.
- 1270: Luis IX de Francia, rey y santo francés (n. 1214).
- 1482: Margarita de Anjou, reina consorte inglesa (n. 1430).
- 1551: Margarita Eriksdotter, aristócrata sueca, esposa del rey Gustavo I (n. 1516).
- 1648: José de Calasanz, santo y presbítero católico español, fundador de las Escuelas Pías (Padres Escolapios) (n. 1557).
- 1685: Francisco Herrera el Mozo, pintor español (n. 1622).
- 1688: Henry Morgan, corsario inglés que perpetró asesinatos y robos en América (n. 1635).
- 1774: Niccolo Jommelli, compositor italiano (n. 1714).
- 1776: David Hume, filósofo, economista e historiador británico-escocés (n. 1711).
- 1819: James Watt, inventor británico (n. 1736).
- 1822: William Herschel, astrónomo alemán (n. 1738).
- 1840: Karl Leberecht Immermann, escritor alemán (n. 1796).
- 1867: Michael Faraday, físico y químico británico (n. 1791).
- 1883: Heinrich Ludwig Hermann Müller, botánico y zoólogo alemán (n. 1829).
- 1887: Pedro Pablo Atusparia, líder campesino indigenista peruano (n. 1840).
- 1890: Irene Morales, militar chilena (n. 1865).
- 1891: Paul Amédée Ludovic Savatier, médico y explorador francés (n. 1830).
- 1894: Auguste Cain, escultor francés (n. 1821).
- 1900: Friedrich Nietzsche, filósofo alemán (n. 1844).
- 1906: Charles Baron Clarke, botánico británico (n. 1832).
- 1908: Henri Becquerel, físico francés (n. 1852).
- 1919: Víktor Knorre, astrónomo ruso (n. 1840).
- 1936: Grigori Zinóviev, político comunista soviético (n. 1883).
- 1947: Rafael Cepeda, médico, militar y político mexicano (n. 1872).
- 1947: Clark Wissler, antropólogo estadounidense (n. 1870).
- 1957: Umberto Saba, poeta italiano (n. 1883).
- 1960: Agustín Sancho, futbolista español (n. 1896).
- 1967: Oscar Cabalén, piloto de automovilismo argentino (n. 1928).
- 1972: Juan Planelles Ripoll, médico español (n. 1900).
- 1976: Eyvind Johnson, novelista sueco, premio nobel de literatura en 1974 (n. 1900).
- 1978: Juan de Ajuriaguerra, dirigente del PNV durante la Guerra Civil y el franquismo (n. 1903).
- 1979: Stan Kenton, músico estadounidense (n. 1911).
- 1984: Truman Capote, escritor estadounidense (n. 1924).
- 1985: Nicolás Alfredo Alessio, músico, compositor y docente argentino (n. 1919).
- 1985: Samantha Smith, pacifista estadounidense (n. 1972).
- 1987: Héctor Abad Gómez, escritor, periodista, político, médico y activista colombiano (n 1921).
- 1988: Françoise Dolto, pediatra y psicoanalista francesa (n. 1908)
- 1988: Art Rooney, empresario estadounidense, fundador del equipo de la NFL Pittsburgh Steelers (n. 1901).
- 1997: Clodomiro Almeyda, político chileno (n. 1923).
- 2000: Carl Barks, historietista y guionista estadounidense (n. 1901).
- 2001: Aaliyah, cantante estadounidense (n. 1979).
- 2001: Ken Tyrrell, piloto y dueño de equipo de automovilismo británico (n. 1924).
- 2004: Marcelo González Martín, cardenal español (n. 1918).
- 2004: Carl Szokoll, miembro destacado de la Resistencia austriaca en la Segunda Guerra Mundial (n. 1915).
- 2005: Olga Ramos (Trinidad Olga Ramos Sanguino), cupletista, actriz y violinista española, conocida como La Reina del Cuplé (n. 1918).
- 2005: Rafael Termes, banquero español (n. 1918).
- 2007: Raymond Barre, primer ministro francés (n. 1924).
- 2007: José Pedro Damiani, político uruguayo, presidente del Club Atlético Peñarol (n. 1921).
- 2007: Benjamín Rubio, sindicalista español (n. 1925).
- 2008: Elvira Dávila Ortiz, enfermera colombiana, pionera de la enfermería y de los bancos de sangre en Iberoamérica (n. 1917).
- 2008: Joseph Tal, compositor israelí (n. 1910).
- 2009: Ted Kennedy, político estadounidense (n. 1932).
- 2010: Guillermo Blanco, escritor, periodista y profesor chileno (n. 1926).
- 2011: Laurie McAllister, bajista de rock estadounidense (n. 1958).
- 2011: Eugene Nida, biblista estadounidense (n. 1914).
- 2012: Neil Armstrong, astronauta estadounidense (n. 1930), el primero de los 12 hombres que pisaron la Luna.
- 2012: León Benarós, poeta e historiador argentino (n. 1915).
- 2012: Roberto González Barrera, empresario y filántropo mexicano (n. 1930).
- 2013: Gylmar dos Santos Neves, futbolista brasileño (n. 1930).
- 2018: Lindsay Kemp, actor, coreógrafo y mimo británico (n. 1938).
- 2018: John McCain, político estadounidense (n. 1937).
- 2019: Blanca Fernández Ochoa, esquiadora española (n. 1963).
- 2019: Sally Floyd, ingeniera estadounidense (n. 1950).
- 2019: Julio del Mar, actor colombiano (n. 1943).
- 2019: Ferdinand Piëch, ingeniero, magnate y empresario austriaco (n. 1937).
- 2020: Arnold Spielberg, ingeniero eléctrico estadounidense (n. 1917), padre del cineasta Steven Spielberg.
- 2021: Metin Çekmez, (76), actor turco (n. 1945).
- 2021: Gerry Ashmore, piloto de automovilismo británico (n. 1936).

## Celebraciones
- Día Internacional de los Peluqueros y Barberos. Se celebra el día de Luis IX, Rey de Francia, que en su reinado jerarquizó esta profesión, equiparándola con caballeros, jueces, médicos y magistrados, autorizándole el uso de un espadín como parte de su atuendo, considerado un símbolo de tal distinción.
- Día Mundial del Cuidado de la Piel.[2]Para destacar la importancia de cuidar el órgano más grande de nuestro cuerpo y la primera capa que se enfrenta diariamente a factores externos como rayos ultravioletas, cambios de temperatura, contaminación y el contacto con sustancias nocivas.
- Día Internacional de Ramen. Este día de 1958, se lanzó al mercado la 'chicken ramen', la primera sopa instantánea de fideos.
- Día Naranja. Evento mensual sobre la violencia que sufren las mujeres.

 Por países
(Por orden alfabético)
- Argentina: 
  - Día Nacional de Ayuda a la Persona con Autismo.[3]Se conmemora la creación de la Asociación Argentina de Padres de Autistas (APADEA) en 1994, que reúne a las familias para ofrecerles orientación, asesoramiento e información, junto a un equipo de profesionales, especialistas e investigadores. El objetivo de este día es concientizar sobre la importancia de ser parte activa en la integración de las personas que presentan esta condición.
  - Día del Peluquero.[4]
  -  San Luis: Aniversario de la Fundación de la ciudad de San Luis: 25 de agosto de 1594 (hace ya 430 años, 11 meses y 21 días).

- Chile: 
  - Día Nacional del Peluquero.

- Estados Unidos: 
  - Día de la Banana Split. Dulce helado que se sirve con un plátano, crema batida y varios aderezos.
  - Día del Whisky Sour. Cóctel preparado con Jack Daniel's, 25 ml zumo de limón, 15 ml de jarabe de goma y 2 gotas de amargo de angostura.
  - Día del Beso y el Maquillaje.

- Paraguay: 
  - Día del Idioma Guaraní.

- Uruguay: 
  - Declaratoria de la Independencia.

### Santoral católico
- San José de Calasanz, patrono de las Escuelas Populares Cristianas.[5](memoria opcional).
- San Luis (memoria opcional).[6]

#### Santos
- San Aredio de Limoges.
- Santa Ebba.
- San Eusebio de Roma.
- San Genesio de Arlés.
- San Genesio de Brescelo.
- San Genesio de Roma.
- San Genadio de Constantinopla.
- San Gerundio.
- San Gregorio de Utrecth.
- San Ginés de la Jara.
- San Hermes de Eretum.
- Santa Hunegunda.
- San Julián de Siria.
- San Julio de Eretum.
- San Marciano de Saignon.
- San Menas de Constantinopla.
- San Nemesio.
- Santa Patricia de Constantinopla.
- San Peregrino.
- San Ponciano de Roma.
- San Severo.
- Santo Tomás de Hereford.
- San Vicente de Roma.
- San Urlo.

#### Beatos
- Beato Alejandro Dordi.
- Beato Andrés Bordino .
- Beatos Andrés Gim Gwang-Ok y Pedro Gim Jeong-Duk.
- Beata María del Tránsito.
- Beata María Troncatti.
- Beato Pablo Juan Charles.
- Beato Pedro de Calidis.

 Por países
(Por orden alfabético)
- España:
  - La Granja de San Ildefonso (Segovia): fiestas patronales en honor a San Luis.
  - Cartagena: Romería al monasterio de San Ginés de la Jara.
  - Adahuesca: Santas Santa Nunilo y Santa Alodia.
  - Campo de Mirra: Representación teatral del tratado de Almizra.
  - Lupiñén: Fiestas en honor a San Ginés.
  - Sangenjo: Fiestas en honor a San Ginés.
  - Arrecife: Fiestas en honos a San Ginés.
  - Cerrazo: Fiestas en honor a San Ginés.
  - Colindres: Fiestas en honor a San Ginés.
  - Albondón: Fiesta en honor a San Luis.
  - Alar del Rey: Fiesta en honor a San Luis, rey de Francia.
  - Gascueña (Cuenca): Fiestas en honor a San Ginés.